# Pac-Man (videogioco 1982)
Pac-Man è un videogioco prodotto nel 1982 da Atari per la sua console Atari 2600, conversione del celebre videogioco arcade Pac-Man (1980) di Namco, che ne deteneva i diritti per il commercio sul mercato nordamericano. Come nella versione arcade originale, il giocatore controlla il personaggio con un joystick: l'obiettivo del gioco è quello di mangiare tutti i biscotti distribuiti nello schema evitando di farsi catturare dai fantasmi.
Il gioco fu programmato da Tod Frye, a cui Atari concesse un periodo molto limitato di tempo per completare il progetto. Le differenze tecniche fra la console Atari 2600 e l'hardware dell'arcade originale, in particolar modo la quantità di memoria disponibile, ostacolarono la conversione del gioco e il risultato finale presentato da Frye fu un titolo che si discostava molto dall'originale.
Atari, pensando che il gioco avrebbe venduto bene sfruttando il successo della versione arcade, ne produsse 12 milioni di copie. Le vendite inizialmente andarono come previsto, trascinate dalla fama del nome "Pacman" e da una pressante campagna pubblicitaria: Atari ne vendette 7 milioni di copie, cosa che lo rese il gioco per 2600 più venduto di tutti i tempi. Ma la scarsa qualità del gioco attirò pesanti critiche, scoraggiando molte persone dall'acquistarlo e convincendone altre a restituire le copie in proprio possesso, con il risultato che Atari si ritrovò con 5 milioni di cartucce invendute.
L'insuccesso commerciale di Pac-man risultò, insieme a quello di un altro gioco di Atari, E.T., uno dei fattori che portarono alla crisi dei videogiochi del 1983, con molte aziende del settore, Atari compresa, che registrarono grosse perdite economiche. Le cartucce invendute di Pac-Man furono sepolte in una discarica del Nuovo Messico insieme a quelle di E.T.
Il gioco fu seguito dalle conversioni dei sequel del Pac-Man arcade.

## Modalità di gioco
Pac-Man è un port dell'arcade originale commercializzato da Namco nel 1980 e come tale la modalità di gioco è simile. Il giocatore utilizza un joystick per muovere il famoso personaggio giallo, che inizia ogni livello al centro di un labirinto. L'obiettivo è di mangiare tutti i biscotti sparsi per lo schema muovendo Pac-Man sopra di essi, evitando nel contempo di essere catturati da 4 fantasmi. Pac-Man muore ogni volta che entra in contatto con un fantasma, perde una vita e riappare al centro dello schema. Quando il giocatore termina le vite a disposizione il gioco termina. Quattro biscotti sono più grandi degli altri e rendono temporaneamente Pac-Man invulnerabile ai fantasmi. Durante questo periodo di tempo Pac-Man può mangiare i fantasmi collezionando punti extra: dopo essere stati divorati, i fantasmi rinascono. Pac-Man guadagna punti extra anche mangiando degli speciali oggetti che appaiono occasionalmente nello schema. Una volta che il giocatore ha mangiato tutti i biscotti presenti in uno schema, il livello è completo ed egli accede a quello successivo.
Le differenze rispetto al gioco originale includono il differente orientamento e la diversa costruzione del labirinto. Gli oggetti collezionabili durante la partita, come i biscotti, le vitamine e le pillole energetiche, differiscono da quelli della controparte arcade sia nel nome che nell'aspetto ma asservono comunque alle stesse funzioni.

## Sviluppo
Alla fine degli anni settanta Atari acquisì i diritti per produrre le versioni home degli arcade pubblicati da Namco. Dopo che Pac-Man dimostrò di essere un successo negli Stati Uniti, Atari decise di produrre un port del gioco per la sua console Atari 2600. La società credeva che la conversione sarebbe stata facile perché reputava che il successo dell'arcade fosse dato dal suo gameplay piuttosto che dalla sua gradevole grafica. Lo sviluppo richiese circa 5 mesi: iniziò alla fine del 1981 e terminò a marzo del 1982. Nello stesso tempo Atari ipotizzò che le 10 milioni di console 2600 vendute fossero ancora tutte utilizzate da amanti dei videogiochi. Atari decise perciò di produrre 12 milioni di cartucce, credendo che non solo tutti i possessori dell'Atari 2600 avrebbero acquistato Pac-Man ma che la fama del gioco avrebbe spinto all'acquisto della console e del titolo anche 2 milioni di nuovi clienti, prevedendo anche che il fatturato avrebbero raggiunto almeno i 500 milioni di dollari.
La programmazione fu affidata a Tod Frye, che completò il gioco in 6 settimane. Il gioco utilizzava una cartuccia con un chip ROM di 4 KB, soluzione scelta perché più economica rispetto alle cartucce da 8 KB che avevano iniziato ad essere disponibili a quel tempo. Dopo che Atari acquistò i diritti per produrre il gioco, Frye iniziò a lavorare su una versione prototipo, che Atari voleva lanciare durante le feste natalizie del 1981 per iniziare a capitalizzare utili. Durante lo sviluppo, Frye minacciò di lasciare Atari per andare in Activision ma fu convinto a restare ricevendo delle royalty sul gioco: l'allora presidente di Atari, Ray Kassar, accettò le richieste di Frye, avendo paura che perdendo il programmatore si sarebbero avuti ritardi nello sviluppo e perdite di profitto. Kassar si accordò con Frye per concedere 0,10$ per ogni cartuccia venduta.
Lo sviluppo fu ostacolato dalle differenze tecniche tra l'hardware dell'originale Pac-Man e quello della console Atari 2600: l'arcade aveva 4 volte la ROM della cartuccia per memorizzare i dati del gioco, ed integrava inoltre 2 KB di RAM, usata sia come memoria video che come memoria generica: questa RAM era usata per memorizzare gli sprite e poter alternare gli stessi. La console 2600, invece, aveva solo 128 byte di memoria RAM generica (1/16 di quella dell'arcade) e nessuna memoria dedicata al video.
A causa della limitata memoria a disposizione, Frye semplificò l'aspetto del labirinto adottando dei muri con angoli squadrati al posto di quelli arrotondati dell'arcade, usando anche uno schema meno intricato per i corridoi. Le pillole bianche e tonde del gioco originale furono sostituite nella 2600 da piccoli rettangoli marroni (i "biscotti"): questa scelta era motivata dalla necessità di ottimizzare le risorse usando gli stessi sprite usati per creare i muri. Per ottenere l'effetto visivo della scomparsa dei biscotti dopo che Pac-Man li aveva mangiati, veniva ridisegnato sia l'intero labirinto che i biscotti al suo interno, esclusi quelli che erano stati mangiati. Gli sprite erano gestiti in maniera differente, a causa delle differenze hardware che consentiva all'Atari 2600 di avere per ogni singola linea solo 2 oggetti (sprite) ad alta risoluzione, denominati GRP0 e GRP1. Uno usato per Pac-Man e l'altro usabile per un solo fantasma. Pac-Man così come il labirinto ed i biscotti erano disegnati ad ogni frame, mentre per poter avere 4 fantasmi durante l'azione di gioco, era necessario usare il secondo registro dedicato allo sprite, visualizzando 1 fantasma ogni 4 fotogrammi. Il risultato finale faceva apparire i fantasmi lampeggianti.
Sfruttando il concetto di persistenza della visione unito alla lenta dissolvenza fosforescente dei tubi a raggi catodici dei televisori, l'immagine dei fantasmi sembrava apparire sullo schermo più a lungo del loro effettivo tempo di visualizzazione.
Dopo aver visto il gioco, il responsabile marketing di Atari, Frank Ballouz, informò Kassar che secondo lui il gioco non avrebbe riscosso i favori degli amanti di Pac-Man ma, purtroppo, la sua opinione non fu tenuta in considerazione. Per aiutare le vendite del port, Atari promosse e difese la sua licenza esclusiva di Pac-Man. Atari pubblicò annunci sui giornali e promosse il prodotto nei cataloghi descrivendolo come "leggermente differente dall'originale". Furono intraprese azioni legali contro i produttori di cloni simili a Pac-Man per le console: ad esempio, Atari citò Philips per il suo gioco Munchkin, disponibile per la console Magnavox Odyssey², ottenendo un'ingiunzione preliminare contro la società per impedirle la vendita delle cartucce del gioco.
Atari fu assistita da diversi rivenditori al momento del lancio del gioco. J. C. Penney fu il primo rivenditore a lanciare una campagna televisiva nazionale per spingere un titolo software. Proseguendo la lunga collaborazione con la catena di grandi magazzini Sears, Atari produsse anche le cartucce Pac-Man con tale etichetta.

## Accoglienza
Le aspettative per il gioco erano alte. Richard Simon, analista di Goldman Sachs, previde la vendita di 9 milioni di unità durante il 1982, che avrebbero portato ad un profitto di 200 milioni di dollari.Pac-Man fu inizialmente un successo commerciale, vendendo 7 milioni di copie e divenendo il titolo più venduto di sempre per l'Atari 2600. Le vendite iniziarono però a calare e, nell'estate del 1982, le copie invendute erano ancora molte. Molti acquirenti, inoltre, restituivano il gioco chiedendo il rimborso, ed Atari restò con 5 milioni di copie in eccesso oltre a quelle restituite. Nel 2004, le cartucce erano ancora abbastanza comuni tra i collezionisti e gli appassionati (anche se quelle etichettate Sears erano più rare) e reperibili a basso prezzo.
La critica comparò negativamente il port alla versione arcade originale, puntando il dito sulle differenze a livello di effetti sonori, grafica e giocabilità. Nel 1983 Danny Goodman, che curava le recensioni dei giochi per la sezion "Video & Arcade Games" della rivista Creative Computing commentò che il gioco aveva fallito nell'essere una replica dell'arcade. Per contro, ammise che queste critiche erano fuori luogo perché l'hardware non poteva emulare correttamente il gioco arcade. Goodman disse anche che il port era a pieno titolo un gioco di abilità all'interno di un labirinto, e che sarebbe stato un successo se i fan non avessero pensato di giocare ad un titolo molto simile all'originale. Nel 1998 Next Generation Magazine lo definì "la peggior conversione da coin-op di tutti i tempi", ed attribuì l'insoddisfazione della gente alla sua scarsa qualità. Nel 2006 Craig Harris di IGN emise giudizi simili e dichiarò che Pac-Man era la peggior conversione da arcade, citando la scarsa qualità del sonoro e della grafica che non ricordavano quelli dell'originale.
Un altro editore di IGN, Levi Buchanan, descrisse il gioco come un "port disastroso", citando i colori usati ed i fantasmi sfarfallanti. Skyler Miller di Allgame dichiarò che nonostante il gioco assomigliasse appena all'originale, era comunque affascinante nonostante le sue molte differenze ed i suoi difetti.
Ed Logg, un ex-progettista di Atari, considera lo sviluppo uno sforzo frettoloso e "schifoso". Frye non ha espresso rammarico per la sua parte di responsabilità nel risultato del port di Pac-Man e pensa di aver fatto le scelte migliori che poteva in quel momento. Frye ha, comunque, dichiarato che avrebbe fatto le cose in maniera diversa se avesse avuto una ROM più capiente. Affermazione facilmente smentibile partendo dalla scelta dei colori del labirinto non attinenti all'originale arcade. Analizzando poi il contenuto della ROM, i fotogrammi per il Pac-Man in verticale si sarebbero potuti facilmente tirare fuori dai fotogrammi inutili utilizzati per animare i fantasmi o la dissoluzione dello stesso Pac-Man che conta ben 7 fotogrammi. Senza dimenticare che Pac-Man nella versione arcade l'occhio non lo ha, mentre questa bizzarra introduzione ha snaturato ulteriormente il personaggio nel porting. Nick Montfort e Ian Bogost, ricercatori per l'industria dei videogiochi, hanno attribuito lo scarso gradimento alle differenze tecniche fra la console Atari 2600 del 1977 e l'hardware degli arcade del 1980 usato per i cabinet di Pac-Man. Essi hanno affermato anche che la conversione è una lezione di come si devono mantenere il contesto sociale e culturale della fonte originale. Montfort e Bogost hanno anche fatto notare che i giocatori erano scontenti degli sfarfallii, che rendevano i fantasmi difficili da seguire e stancavano gli occhi dei giocatori. Secondo loro, inoltre, tale difetto diminuiva le personalità dei fantasmi presenti nella versione arcade.
Chris Kohler di Wired News ha espresso il parere che il gioco ha avuto scarsa accoglienza sia nel momento della sua uscita sia in tempi più recenti per la scarsa qualità. Egli però ha descritto il gioco come un notevole risultato tecnico se considerate le limitazioni della console

## Impatto iniziale e conseguenze
Inizialmente l'eccitazione generata dalla commercializzazione della versione home di Pac-Man suggerì ai rivenditori al dettaglio di ampliare la loro offerta iniziando a vendere videogiochi. I drugstore iniziarono a mettere sugli scaffali, vicino alle medicine, i giornali ed i dolci, anche cartucce di videogiochi ed i rivenditori di giocattoli gareggiavano fra di loro per avere le ultime novità. Kmart e J. C. Penney competevano contro Sears per diventare i più grandi venditori di videogiochi. L'uscita del gioco portò anche ad un incremento delle vendite delle console Atari 2600.
In retrospettiva, la critica cita spesso il caso di Pac-Man come uno dei fattori responsabili della caduta della fiducia dei consumatori nella società Atari, che portò poi alla crisi dei videogiochi del 1983. Bill Logiudice e Matt Barton di "Gamasutra" affermarono che la scarsa qualità del gioco danneggiò la reputazione della società. Buchanan commentò che esso deluse milioni di fan e diminuì la fiducia nei giochi Atari. Neil West, ex editore capo di "Next Generation", attribuisce il suo scetticismo di lunga data nei confronti della qualità di Atari alla delusione che egli ebbe dall'acquisto che fece da bambino di quel gioco. Buchanan, indicando il gioco come "il videogioco più disastroso", identifica Pac-Man come uno dei fattori che portarono Atari e l'industria dei videogiochi alla crisi dei primi anni ottanta. Steven Kent attribuisce a Pac-Man e ad un altro gioco Atari, E.T. the Extra Terrestrial, la colpa di aver seriamente danneggiato la reputazione e la redditabilità della società.. Montfort e Bogost ipotizzano che l'accoglienza negativa del gioco seminò sfiducia nei rivenditori, sfiducia alimentata da altri fattori che portarono alla famosa crisi.
La scarsa accoglienza rese questo gioco uno dei tanti fattori che portarono Atari ad annunciare nel 1983 perdite per 536 milioni di dollari e la separazione e vendita, nel 1984, della divisione dei prodotti al consumo, che seguiva lo sviluppo delle console e degli home computer. Il 7 dicembre 1982 Kassar annunciò che le previsiondi del fatturato per il 1982 parlavano di un calo nella crescita, che si attestava solo al 15% rispetto al 50% di incremento fatto registrare nel 1981. Subito dopo l'annuncio, le azioni della Warner Communications, al cui gruppo apparteneva Atari, precipitarono del 35%, da 54$ a 35$ per azione, per un totale di 1,3 miliardi di dollari di perdite nella valutazione di mercato della società.
Atari si ritrovò con circa 10 milioni di cartucce di giochi invendute, di cui 5 milioni di Pac-Man rimaste nei magazzini e 5 milioni (la maggior parte di quelle prodotte) di E.T. Per disfarsi di quelle cartucce, Atari si rese protagonista di uno degli eventi più oscuri della storia dei videogiochi: nel mese di settembre del 1983 le spedì in una discarica del Nuovo Messico facendole sotterrare segretamente.
Atari cercò di riconquistare la sua quota di mercato producendo per le sue console i port, su licenza, di famosi giochi arcade ma gli introiti non permisero di invertire il declino di Atari e la società si riempì di debiti. Nel 1983 Atari tagliò il 30% dei suoi dipendenti e perse 356 milioni di dollari.
Alla fine del 1982, Atari fece il port di Pac-Man sulla sua nuova console, l'Atari 5200. Questa versione era una conversione più accurata dell'arcade originale e fu uno dei giochi disponibili al momento del lancio della console, insieme ad altri 11 giochi. Il port fu seguito poi dalla conversione dei seguito di Pac-Man, come Ms. Pac-Man e Jr. Pac-Man, per l'Atari 2600. Entrambi furono accolti meglio del primo titolo della serie: Ms. Pac-Man, per esempio, disponeva di una cartuccia con una ROM più grande e raccolse il favore di coloro che avevano criticato Pac-Man.